# Santa Rita (Maranhão)
Santa Rita is een gemeente in de Braziliaanse deelstaat Maranhão. De gemeente telt 32.872 inwoners (schatting 2009).
De gemeente grenst aan Bacabeira, Rosário, Anajatuba, Itapecuru Mirim, Presidente Juscelino en Cajapió.